# راب ریگل
راب ریگل (به انگلیسی: Rob Riggle) (زاده ۲۱ آوریل ۱۹۷۰) بازیگر آمریکایی است.
از فیلم‌های معروف او می‌توان به گویندگی در انیمیشن لوراکس اشاره کرد. او همچنین در فیلم احمق و احمق‌تر ۲، خیابان جامپ شماره ۲۱، خیابان جامپ شماره ۲۲، برادرخوانده، انتقام خزدار، شکلک، اجناس، خاطرات واقعی یک آدمکش بین‌المللی، شب افتتاحیه و بیا پلیس باشیم بازی کرده‌است.